# Olympische Sommerspiele 1976/Leichtathletik – Dreisprung (Männer)
Der Dreisprung der Männer bei den Olympischen Spielen 1976 in Montreal wurde am 29. und 30. Juli 1976 im Olympiastadion Montreal ausgetragen. 25 Athleten nahmen teil.
Olympiasieger wurde Wiktor Sanejew aus der Sowjetunion. Er gewann vor dem US-Amerikaner James Butts und dem Brasilianer João Carlos de Oliveira.
Für die Bundesrepublik Deutschland ging Wolfgang Kolmsee an den Start. Er qualifizierte sich für das Finale und belegte dort Rang sechs.

Springer aus der DDR, der Schweiz, Österreich und Liechtenstein nahmen nicht teil.

## Bestehende Rekorde
| Weltrekord         | 17,89 m | João Carlos de Oliveira ( Brasilien) | Mexiko-Stadt, Mexiko           | 15. Oktober 1975 |
| Olympischer Rekord | 17,39 m | Wiktor Sanejew ( Sowjetunion)        | Finale OS Mexiko-Stadt, Mexiko | 17. Oktober 1968 |

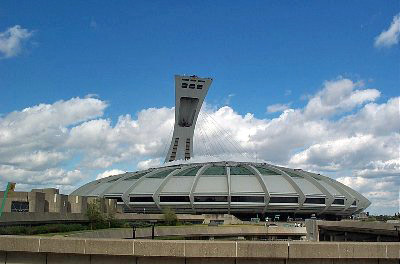
Das Olympiastadion in Montreal

Der bestehende olympische Rekord wurde bei diesen Spielen nicht erreicht. Mit seinem weitesten Sprung von 17,29 m, erzielt im Finale, verfehlte der sowjetische Olympiasieger Wiktor Sanejew diesen Rekord um zehn Zentimeter. Zum Weltrekord fehlten im sechzig Zentimeter.

## Durchführung des Wettbewerbs
Die Springer traten am 29. Juli in zwei Gruppen zu einer Qualifikationsrunde an. Zwölf von ihnen – hellblau unterlegt – übersprangen die direkte Finalqualifikationsweite von 16,30 m. Damit war die Mindestanzahl von zwölf Finalteilnehmern erreicht. Diese zwölf Wettbewerber bestritten das Finale am 30. Juli.

## Zeitplan
29. Juli, 10:00 Uhr: Qualifikation

30. Juli, 15:00 Uhr: Finale
Anmerkung:
Alle Zeiten sind in Ortszeit Montreal (UTC−5) angegeben.

## Legende
Kurze Übersicht zur Bedeutung der Symbolik – so üblicherweise auch in sonstigen Veröffentlichungen verwendet:
| – | verzichtet |
| x | ungültig   |

## Qualifikation
Datum: 29. Juli 1976, ab 10:00 Uhr

### Gruppe A

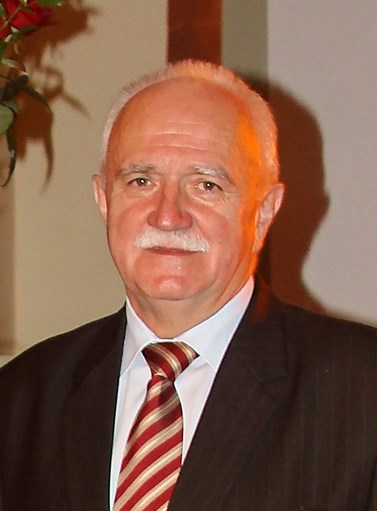
Michał Joachimowski (Foto: 2010) – ausgeschieden mit 16,29 m in Qualifikationsgruppe A

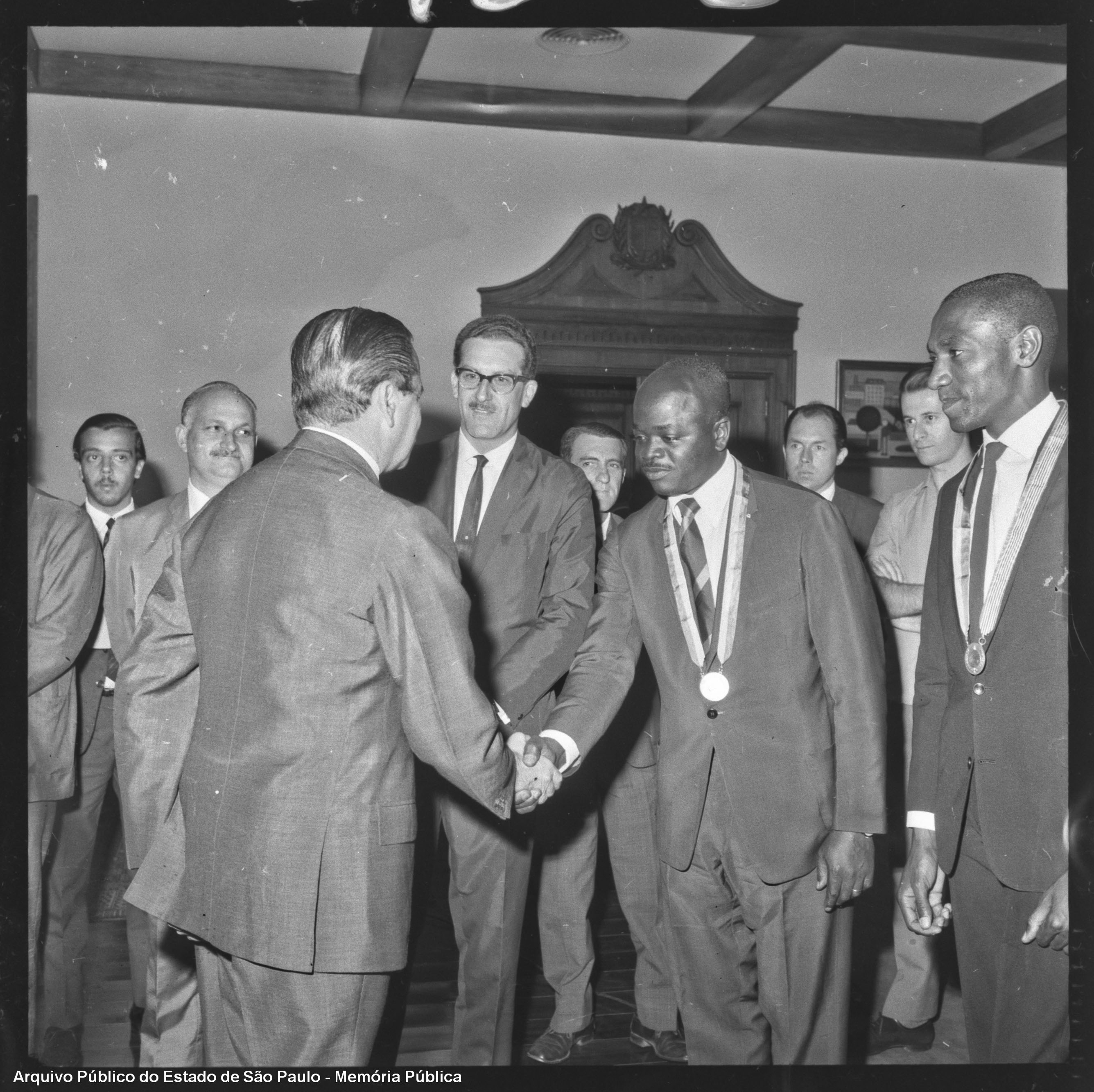
Nelson Prudêncio (hier bei einer Ehrung im Jahr 1968) – ausgeschieden mit 16,22 m in Qualifikationsgruppe A

| Platz | Name                    | Nation           | 1. Versuch (m) Wind (m/s) | 2. Versuch (m) Wind (m/s) | 3. Versuch (m) Wind (m/s) | Resultat (m) |
| 1     | João Carlos de Oliveira | Brasilien        | 16,81 / ±0,0              | –                         | –                         | 16,81 m      |
| 2     | Wiktor Sanejew          | Sowjetunion      | 16,77 / +0,8              | –                         | –                         | 16,77 m      |
| 3     | Tommy Haynes            | USA              | 16,62 / ±0,0              | –                         | –                         | 16,62 m      |
| 4     | James Butts             | USA              | 16,55 / ±0,0              | –                         | –                         | 16,55 m      |
| 5     | Jiří Vyčichlo           | Tschechoslowakei | x                         | 16,00 / +0,8              | 16,54 / ±0,0              | 16,54 m      |
| 6     | Rayfield Dupree         | USA              | 14,29 / ±0,0              | 16,20 / +0,2              | 16,50 / ±0,0              | 16,50 m      |
| 7     | Bernard Lamitié         | Frankreich       | 16,39 / +0,2              | –                         | –                         | 16,39 m      |
| 8     | Pentti Kuukasjärvi      | Finnland         | 16,31 / +0,2              | –                         | –                         | 16,31 m      |
| 9     | Michał Joachimowski     | Polen            | 16,08 / ±0,0              | 16,29 / +0,2              | x                         | 16,29 m      |
| 10    | Nelson Prudêncio        | Brasilien        | 16,18 / ±0,0              | 16,22 / ±0,0              | 14,79 / ±0,0              | 16,22 m      |
| 11    | Armando Herrera         | Kuba             | 15,98 / +0,2              | x                         | x                         | 15,98 m      |
| 12    | Andrzej Sontag          | Polen            | 15,72 / +0,2              | 15,30 / ±0,0              | 15,82 / ±0,0              | 15,82 m      |

### Gruppe B
| Platz | Name                   | Nation              | 1. Versuch (m) Wind (m/s) | 2. Versuch (m) Wind (m/s) | 3. Versuch (m) Wind (m/s) | Resultat (m) |
| 1     | Wolfgang Kolmsee       | BR Deutschland      | 16,68 / +0,3              | –                         | –                         | 16,68 m      |
| 2     | Pedro Pérez            | Kuba                | 16,51 / ±0,0              | –                         | –                         | 16,51 m      |
| 3     | Eugeniusz Biskupski    | Polen               | 16,46 / ±0,0              | –                         | –                         | 16,46 m      |
| 4     | Carol Corbu            | Rumänien            | 16,30 / ±0,0              | –                         | –                         | 16,30 m      |
| 5     | Walentyn Schewtschenko | Sowjetunion         | 16,15 / ±0,0              | 15,97 / ±0,0              | 16,00 / +0,3              | 16,15 m      |
| 6     | Toshiaki Inoue         | Japan               | 16,06 / ±0,0              | x                         | 15,99 / +0,6              | 16,06 m      |
| 7     | Janoš Hegediš          | Jugoslawien         | 15,50 / ±0,0              | 16,03 / ±0,0              | 16,00 / +0,8              | 16,03 m      |
| 8     | Ramón Cid              | Spanien             | 16,00 / +0,4              | x                         | x                         | 16,00 m      |
| 9     | Maxwell Peters         | Antigua und Barbuda | 14,94 / ±0,0              | x                         | x                         | 14,94 m      |
| 10    | Apostolos Kathiniotis  | Griechenland        | 14,13 / +0,9              | x                         | x                         | 14,13 m      |
| 11    | Mohamed Al-Bouhairi    | Saudi-Arabien       | 13,85 / ±0,0              | x                         | x                         | 13,85 m      |
| NM    | Aston Moore            | Großbritannien      | x                         | x                         | x                         | ogV          |
| NM    | Phil Robins            | Bahamas             | x                         | x                         | x                         | ogV          |

## Finale
Datum: 30. Juli 1976, 15:00 Uhr
| Platz | Name                    | Nation           | 1. Versuch (m) Wind (m/s) | 2. Versuch (m) Wind (m/s) | 3. Versuch (m) Wind (m/s) | 4. Versuch (m) Wind (m/s)                | 5. Versuch (m) Wind (m/s)                | 6. Versuch (m) Wind (m/s)                | Resultat (m) |
| 1     | Wiktor Sanejew          | Sowjetunion      | x                         | 16,71 / ±0,0              | 17,06 / ±0,0              | x                                        | 17,29 / ±0,0                             | x                                        | 17,29 m      |
| 2     | James Butts             | USA              | 16,69 / ±0,0              | 16,76 / ±0,0              | 14,80 / ±0,0              | 17,18 / ±0,0                             | 16,55 / ±0,0                             | 16,61 / ±0,0                             | 17,18 m      |
| 3     | João Carlos de Oliveira | Brasilien        | x                         | 16,15 / ±0,0              | 16,85 / ±0,0              | 14,91 / ±0,0                             | 16,69 / ±0,0                             | 16,90 / ±0,0                             | 16,90 m      |
| 4     | Pedro Pérez             | Kuba             | 16,81 / ±0,0              | 16,24 / ±0,0              | 16,48 / ±0,0              | 16,47 / ±0,0                             | x                                        | x                                        | 16,81 m      |
| 5     | Tommy Haynes            | USA              | 15,46 / ±0,0              | x                         | 16,68 / ±0,0              | 16,78 / ±0,0                             | 16,71 / ±0,0                             | 16,71 / ±0,0                             | 16,78 m      |
| 6     | Wolfgang Kolmsee        | BR Deutschland   | 16,23 / ±0,0              | x                         | 16,68 / ±0,0              | 16,58 / ±0,0                             | 16,31 / ±0,0                             | x                                        | 16,68 m      |
| 7     | Eugeniusz Biskupski     | Polen            | 15,91 / ±0,0              | x                         | 16,49 / ±0,0              | x                                        | 15,79 / ±0,0                             | x                                        | 16,49 m      |
| 8     | Carol Corbu             | Rumänien         | 16,07 / ±0,0              | 16,18 / ±0,0              | 16,43 / ±0,0              | x                                        | 16,00 / ±0,0                             | x                                        | 16,43 m      |
|       |                         |                  |                           |                           |                           |                                          |                                          |                                          |              |
| 9     | Jiří Vyčichlo           | Tschechoslowakei | x                         | x                         | 16,28 / ±0,0              | nicht im Finale der besten acht Springer | nicht im Finale der besten acht Springer | nicht im Finale der besten acht Springer | 16,28 m      |
| 10    | Pentti Kuukasjärvi      | Finnland         | 16,15 / ±0,0              | 16,14 / ±0,0              | 16,23 / ±0,0              | nicht im Finale der besten acht Springer | nicht im Finale der besten acht Springer | nicht im Finale der besten acht Springer | 16,23 m      |
| 11    | Bernard Lamitié         | Frankreich       | x                         | 16,23 / ±0,0              | 15,93 / ±0,0              | nicht im Finale der besten acht Springer | nicht im Finale der besten acht Springer | nicht im Finale der besten acht Springer | 16,23 m      |
| 12    | Rayfield Dupree         | USA              | x                         | 16,23 / ±0,0              | 15,90 / ±0,0              | nicht im Finale der besten acht Springer | nicht im Finale der besten acht Springer | nicht im Finale der besten acht Springer | 16,23 m      |

Der sowjetische Doppelolympiasieger von 1968 und 1972 Wiktor Sanejew aus Georgien und Weltrekordhalter João Carlos de Oliveira aus Brasilien gingen als Favoriten in diesen Wettbewerb. Nachdem Sanejews Widersacher Jörg Drehmel aus der DDR, der Europameister 1971, hier nicht mehr teilnahm, war es schwierig, weitere klare Anwärter auf vordere Platzierungen auszumachen. Zu nennen sind hier vielleicht die US-Amerikaner James Butts und Tommy Haynes sowie der Kubaner Pedro Pérez Dueñas.
Im Finale ging Pérez in der ersten Runde mit 16,81 m vor Butts mit 16,69 m in Führung, auf Platz drei folgte Wolfgang Kolmsee aus der Bundesrepublik Deutschland. Sanejew verbesserte sich mit seinem ersten gültigen Versuch in Runde zwei auf Platz drei. Im dritten Durchgang übernahm der Georgier dann mit dem ersten Sprung über die 17-Meter-Marke die Führung. De Oliveira hatte sich auf Platz zwei vorgeschoben und Pérez sowie Butts auf die Plätze drei bzw. vier verdrängt. Butts sprang in Runde viert mit 17,18 m an die Spitze, ehe Sanejew im darauf folgenden Versuch mit 17,29 m konterte. Im letzten Versuch verbesserte sich Oliveira noch einmal um fünf Zentimeter, an der Reihenfolge änderte sich nichts mehr. Damit gewann Wiktor Sanejew wieder die Goldmedaille. Der überzeugende James Butts wurde Zweiter mit 17,18 m vor João Carlos de Oliveira, der mit 16,90 m Bronze errang. Auf den weiteren Plätzen folgten Pedro Pérez Dueñas, Tommy Haynes und Wolfgang Kolmsee.
Wiktor Sanejew gewann zum dritten Mal in Folge die Goldmedaille im Dreisprung. Damit ist er bis heute – Oktober 2021 – der erfolgreichste Dreispringer bei Olympischen Spielen.

Mit den beiden US-Amerikanern Al Oerter (Diskuswurf) und Carl Lewis (Weitsprung) – ist Wiktor Sanejew einer von drei Athleten, die in einer Einzeldisziplin der Leichtathletik drei Mal in Folge Olympiasieger werden konnten. Oerter und Lewis gelang dies sogar vier Mal.

Olympiasieger Wiktor Sanejew, dargestellt auf einer Briefmarke
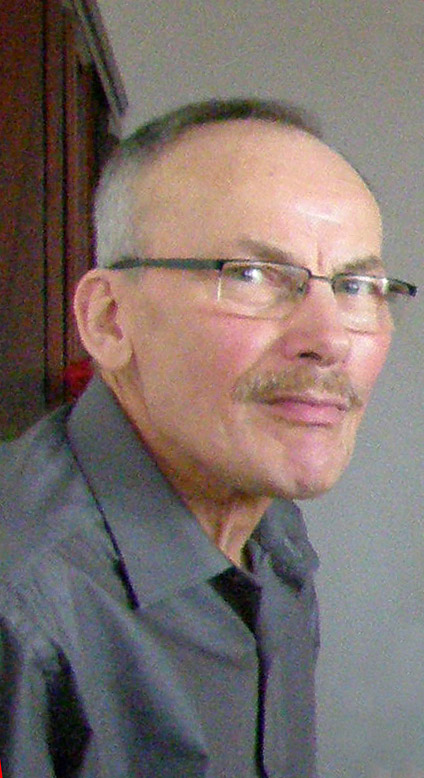
Eugeniusz Biskupski (hier im Jahr 2009) erreichte Platz sieben

## Video
- Triple Jump USSR Athlete Saneyef, Wiktor Sanejew bei seinen vier Olympischen Spielen von 1968 bis 1980, youtube.com, abgerufen am 16. Dezember 2017